# Miramar (arquitectura)

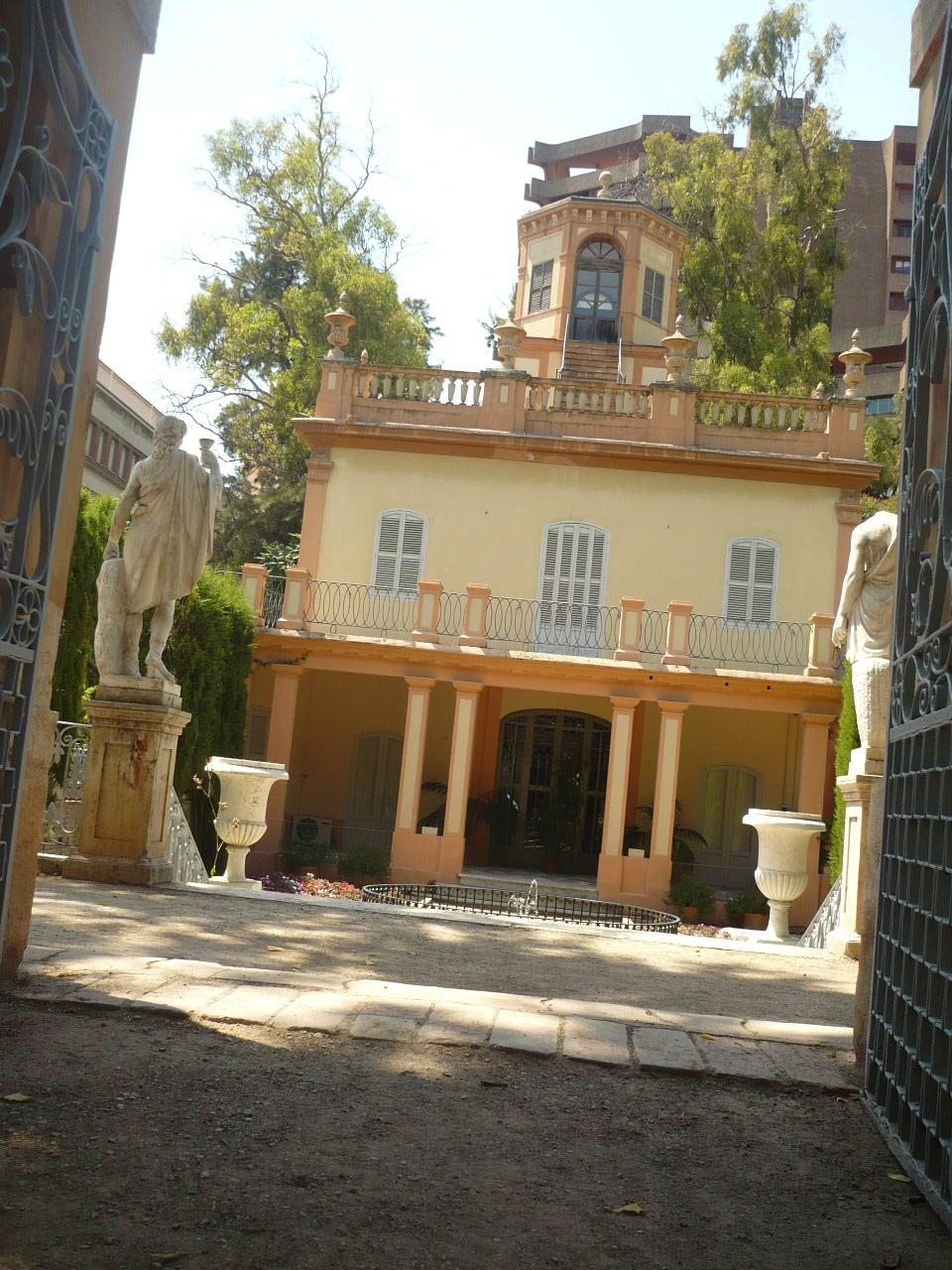
Jardín de Monforte con su miramar.

El miramar es un tipo de construcción característica de la zona de Valencia.
Consiste en una torre levantada en la azotea de las casas que era utilizada para contemplar el mar o el entorno y disfrutar de las vistas.
En el porche o buhardilla se encontraba una puerta que daba acceso a la terraza; allí se elevaba una torre a la que se accedía por una escalera desplegable. Arriba existía una habitación cuadrada con ventanas a los cuatro puntos cardinales opuestos para tener una vista panorámica del entorno y sobre todo del mar. La habitación se encontraba habilitada para disfrutar de la contemplación y goce del paisaje. 

Los moros tenían minaretes, desde los cuales elevaban sus oraciones. Los cristianos que les sucedieron en el dominio de la ciudad trocaron los minaretes en miramares. Necesitaban de cuando en cuando adorar a su bella naturaleza (...) A los valencianos gustábales contemplar su mar, no perderlo de vista, y por ello construían estos miradores que llamaban miramar. Una puertecita del porche comunicaba con el terrado, y en el centro de éste elevábase el miramar. Había que subir por una escalera de tijera. Primero se tropezaba con una habitación cuadrada, con ventanas a los cuatro vientos. Allí solía guardarse un anteojo de larga vista plegable (...) ¡Qué gustosamente se saboreaba Valencia desde aquellos miramares!".

Este tipo de construcciones se encontraban con mucha frecuencia en los poblados marítimos, pero también en el casco antiguo de la ciudad de Valencia, dada la corta distancia hasta el mar (unos 4 km). Se extendieron sobre todo a partir del año 1600.